# 小池岩太郎
小池 岩太郎（こいけ いわたろう、1913年（大正2年）2月22日 - 1992年（平成4年）7月21日）は、日本の美術教育者、インダストリアルデザイナーである。東京府（現・東京都）出身。

## 経歴・人物
東京美術大学（現在の東京芸術大学）卒業後、地方公務員として福岡県庁に勤務する。その後東京に戻り商工省（現在の経済産業省）に入省し、工芸指導所にて技手として活動した。1947年（昭和22年）には古巣の東京芸術大学にて助教授として復帰し、1965年（昭和40年）に教授に昇格する。1980年（昭和55年）に退職後は、同大学の名誉教授に選出され、同時期に池を中心に複数のデザイナーと共にGKデザイングループを結成し、日本酒「大関」のボトルデザインやオートバイ、レコード、家庭用品等幅広いデザイン設計に携わった。
後に日本インダストリアルデザイン協会の理事長や日本万国博覧会のデザイン顧問、毎日デザイン賞の産業賞における審査員を務める等、日本を代表するインダストリアルデザイナーとなった。また日本色彩研究所内の委員会にて、都営バスの設計に対して批判した事により、1981年（昭和56年）に公共の色彩を考える会の設立と同時に委員長も務めた。

## 受賞歴
- 第12回 国井喜太郎産業工芸賞（1985年）
- 通産大臣 デザイン功労者（1991年）

## 著書
- 『基礎デザイン』
- 『デザインの話』